# Indestructible (álbum de Funky)
Indestructible es el quinto álbum de estudio del rapero cristiano Funky, lanzado en septiembre de 2015 por Funkytown Music.
Por este álbum, Marrero obtuvo dos nominaciones a los Premios Arpa como Mejor álbum urbano y Mejor canción en participación por «Invencible» junto a Ingrid Rosario, a su vez, ganó en dos categorías de los Premios AMCL 2015 como Álbum urbano del año y Canción del año por «Mi peor error» en colaboración con Marcela Gándara.

## Lanzamiento y promoción
Luego de cuatro años sin material discográfico, Funky lanza Indestructible digitalmente, adelantando el proyecto discográfico con las canciones «Es imposible», «Eres mi bendición» con Alex Zurdo, «Va a caer la lluvia» y «Cicatriz» junto a Musiko. Los artistas Daniel Calveti, Any Puello, Ingrid Rosario y Marcela Gándara también participaron en el álbum.
Marrero estuvo de gira con IndesTOURtible para la promoción del álbum, siendo la canción «Contigo» y «Se nota en tus ojos» los últimos sencillos a promocionar.

## Listado de canciones
| N.º | Título                                               | Escritor(es)                 | Productor(es)   | Duración |  |
| 1.  | «Es imposible»                                       | Luis Marrero                 | Funky           | 3:31     |  |
| 2.  | «Eres mi bendición» (con Alex Zurdo)                 | Luis Marrero, Alexis Vélez   | Funky           | 4:00     |  |
| 3.  | «Fiel»                                               | Billy Pérez                  | Funky           | 4:06     |  |
| 4.  | «Mi peor error» (con Marcela Gándara)                | Luis Marrero                 | Music Mind      | 5:21     |  |
| 5.  | «Contigo»                                            | Luis Marrero                 | Funky           | 3:58     |  |
| 6.  | «Invencible» (con Ingrid Rosario)                    | Luis Marrero, Ingrid Rosario | Funky           | 4:39     |  |
| 7.  | «Entre tus brazos» (con Daniel Calveti y Any Puello) | Luis Marrero                 | Funky           | 3:56     |  |
| 8.  | «Como no voy a creer»                                | Luis Marrero                 | Funky           | 3:56     |  |
| 9.  | «Se nota en tus ojos»                                | Luis Marrero                 | Los Legendarios | 4:16     |  |
| 10. | «No te enredes»                                      | Luis Marrero                 | Emy Luziano     | 3:22     |  |
| 11. | «Cicatriz» (con Musiko)                              | Billy Pérez, Luis Marrero    | Los Legendarios | 3:56     |  |
| 12. | «Va a caer la lluvia»                                | Luis Marrero                 | Funky           | 3:40     |  |

##### Remixes
| N.º | Título                     | Escritor(es) | Productor(es) | Duración |  |
| 1.  | «Contigo» (Versión Balada) | Luis Marrero | Funky         | 3:29     |  |

## Producción
- Producido por: Luis "Funky" Marrero, Orlando "Quest" Méndez, mvsic.mind (Carlos Lagares), Emy Luziano, Marcos Ramírez y Víctor Torres.